# Amenorré
Amenorré innebär frånvaro av tre eller fler menstruationer hos i övrigt fertila kvinnor. Amenorré kan vara fysiologisk som vid graviditet och hård fysisk träning eller icke-fysiologisk och ett tecken på bakomliggande sjukdom. 

## Etymologi
Ordet kommer från grekiska och kan brytas upp i delarna a = utebliven men = månad rhoia = flöde.

## Fysiologisk amenorré
Fysiologisk amenorré är den vanligaste varianten av utebliven menstruation. Amenorré före puberteten och efter klimakteriet är fysiologiskt normalt liksom i samband med graviditet och amning.
Vid hård fysisk träning kan kvinnor drabbas av amenorré. Tidigare antogs detta slags amenorré bero på ändrad fettsammansättning och högre nivåer av beta-endorfiner, vilket har visat sig inte stämma.  Idrottskvinnor med amenorré har i övrigt samma anatomiska funktioner som idrottskvinnor som menstruerar som vanligt, också vad gäller könshormoner, ämnesomsättningshormoner, och kardiovaskulära funktioner. Den uteblivna menstruationen beror på förändrad aktivitet på luteiniserande hormon (hypogonadotropism), och idrottarna med amenorré har liksom de med menstruation mycket låg ämnesomsättning, jämför hypotyroidism.

## Icke-fysiologisk amenorré
Icke-fysiologisk amenorré är utebliven menstruation som är ett tecken på en bakomliggande sjukdom. Amenorré klassificeras som primär om kvinnan utvecklat sekundära könskaraktäristika  utan att börja menstruera vid 16 års ålder, eller att vid 14 års ålder inte ha inträtt i puberteten (försenad pubertet). Tillstånd med anknytning till primär amenorré är bland annat: Turners syndrom, manlig pseudohermafroditism, och andra tillstånd av intersexualism.
Sekundär amenorré innebär att kvinnan menstruerat mer eller mindre regelbundet, där menstruationen sedan upphört i mer än sex månader. Vanliga orsaker är polycystiskt ovariesyndrom, hyperprolaktinemi eller annan endokrin sjukdom, eller att menstruationen upphör till följd av undervikt, anorexia nervosa eller kraftig träning (hypotalam amenorré, se ovan).